# 陸承宗
陸承宗，湖南省長沙府長沙縣人，清朝政治人物、進士出身。
光緒十六年（1890年），参加光緒庚寅科殿試，登進士二甲133名。同年五月，改翰林院庶吉士。